# Província de Constanța
La província de Constanța (IPA: [kon.'stan.ʦa]) és un judeţ, una divisió administrativa de Romania, a Dobrudja, amb capital a Constanţa.

## Límits
- Mar Negre a l'est
- Província de Călăraşi i província de Ialomiţa a l'oest
- Província de Tulcea i província de Brăila al nord
- Bulgària, (província de Dòbritx i província de Silistra) al sud

## Demografia
El 2002, tenia 715,151 i una densitat de població de 101 h/km². El grau d'urbanització és el més alt (75%) de Romania. En els darrers anys la població ha evolucionat:
| Any  | Població |
| ---- | -------- |
| 1948 | 311,062  |
| 1956 | 369,940  |
| 1966 | 465,752  |
| 1977 | 608,817  |
| 1992 | 748,769  |
| 1996 | 747,122  |
| 2000 | 746,988  |
| 2002 | 715,151  |

La majoria de la població són romanesos. Hi ha comunitats importants de turcs i tàtars, descendents de l'època otomana. Fins avui la regió és el centre de la minoria musulmana a Romania. Un gran nombre d'aromanesos han emigrat a Dobrudja en el darrer segle i es consideren una minoria cultural més que no pas ètnica. També hi ha comunitat de membres de l'etnia gitana.
| Etnicitat   | 1880         | 2002          |
| ----------- | ------------ | ------------- |
| Tots        | 64,902       | 715,151       |
| Romanesos   | 14,884 (23%) | 652,777 (91%) |
| Turcs       | 14,947 (23%) | 24,246 (3,4%) |
| Tàtars      | 22,854 (35%) | 23,230 (3,2%) |
| Búlgars     | 7,919 (12%)  | 74 (0,01%)    |
| Grecs       | 2,607 (4%)   | 590 (0,08%)   |
| Roma/Gitano | <100 (<0,1%) | 6,023 (0,84%) |

## Divisió Administrativa
La província té 3 municipalitats, 8 ciutats i 52 comunes.

### Municipalitats
- Constanţa
- Mangalia
- Medgidia

### Ciutats
- Murfatlar, de 1921 a 1965, i de 1975 a 2007, la localitat fou coneguda com a Basarabi.
- Băneasa
- Cernavodă
- Eforie
- Hârșova
- Năvodari
- Negru Vodă
- Ovidiu
- Techirghiol

### Comunes
| - 23 August - Adamclisi - Agigea - Albeşti - Aliman - Amzacea - Bărăganu - Castelu - Cerchezu - Chirnogeni - Ciobanu - Ciocârlia | - Cobadin - Cogealac - Comana - Corbu - Costineşti - Crucea - Cumpăna - Cuza Vodă - Deleni - Dobromir - Dumbrăveni - Fântânele | - Gârliciu - Ghindăreşti - Grădina - Horia - Independenţa - Ion Corvin - Istria - Limanu - Lipniţa - Lumina - Mereni - Mihai Viteazu | - Mihail Kogălniceanu - Mircea Vodă - Nicolae Bălcescu - Oltina - Ostrov - Pantelimon - Pecineaga - Peştera - Poarta Albă - Rasova - Saligny - Saraiu | - Săcele - Seimeni - Siliştea - Târguşor - Topalu - Topraisar - Tortoman - Tuzla - Valu lui Traian - Vulturu |